# ارتش سلطنتی لهستان

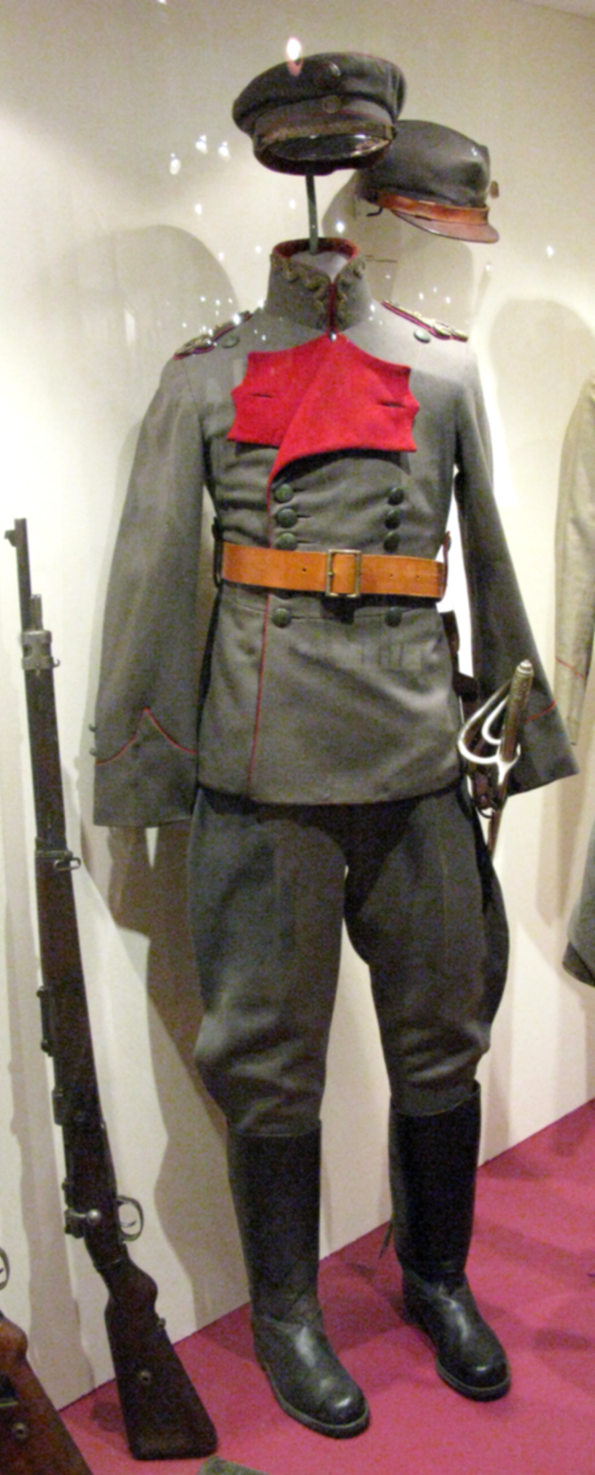
لباس ستوان ارتش سطنتی لهستان

ارتش سلطنتی لهستان (لهستانی: Polska Siła Zbrojna) واحدی نظامی بود که در جنگ جهانی اول جهت مقابله با یوزف پیلسودسکی که از خوردن سوگند وفاداری به قیصر آلمان خودداری کرده بود ایجاد گشت. این نیروها قرار بود ارتش پادشاهی لهستان که دست‌نشانده آلمان و جزوی از طرح اروپای میانه بود باشند. فرایند جذب نیرو موفقیت‌آمیز نبود و سربازان بسیار کمی به آن پیوستند اما به هر صورت ارتش سلطنتی لهستان به عنوان جزئی از ارتش امپراتوری آلمان و تحت فرماندهی آن تشکیل گشت. فرمانده کل این ارتش هانس هارتویگ وون بیسلار بود.
در نتیجه بحران سوگند در ژوئیه ۱۹۱۷، ۱/۴ سربازان لهستانی از خوردن سوگند وفاداری نسبت به قیصر آلمان خودداری کردند که در نتیجه آن، هنگ‌های لهستانی منحل شدند. ۱۵۰۰۰ نفر به زندان فرستاده شدند و ۳۰۰۰ نفر در ارتش اتریش-مجارستان ادغام گشتند و ۵۰۰۰۰ نفر نسبت به قیصر آلمان سوگند وفاداری خوردند. پس از آنکه این واحد تحت دستور شورای سلطنت لهستان قرار گرفت اعضای به ۹۰۰۰ تن کاهش یافت و پس از استقلال لهستان در ۱۱ نوامبر ۱۹۱۸ به ارتش تازه تأسیس لهستان ملحق گشت.